# シクロペンタノール
シクロペンタノール(cyclopentanol)は環状アルコールの一つ。
脱水させるとシクロペンテンと水を生じる。
{\displaystyle {\ce {C5H10O -> {C5H8}+ H2O}}}
消防法に定める第4類危険物 第2石油類に該当する。